# Crooke-Zelle

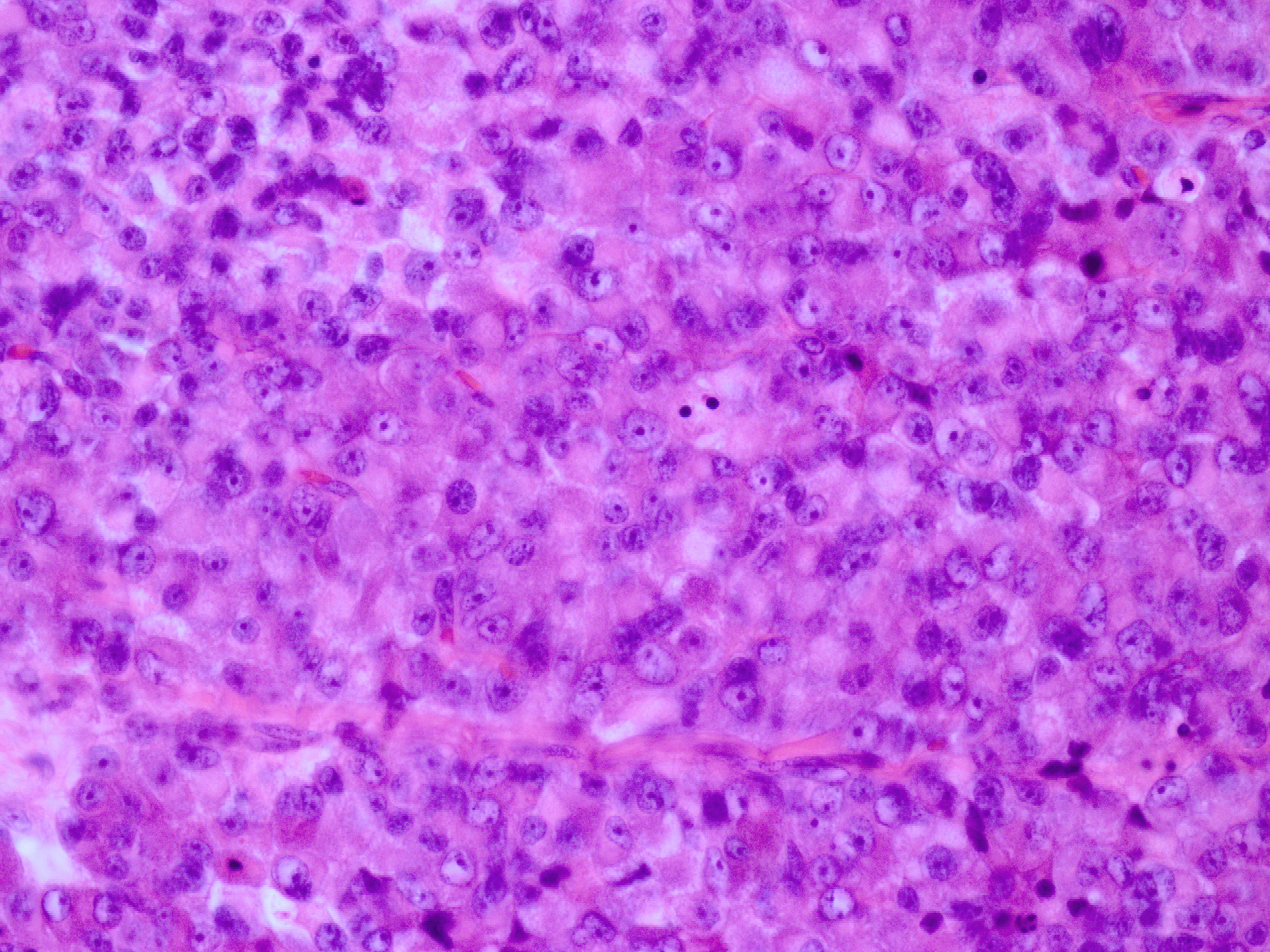
Zahlreiche Crooke-Zellen in einem sogenannten Crooke-Zelladenom. Hämatoxylin-Eosin-Färbung. 400x

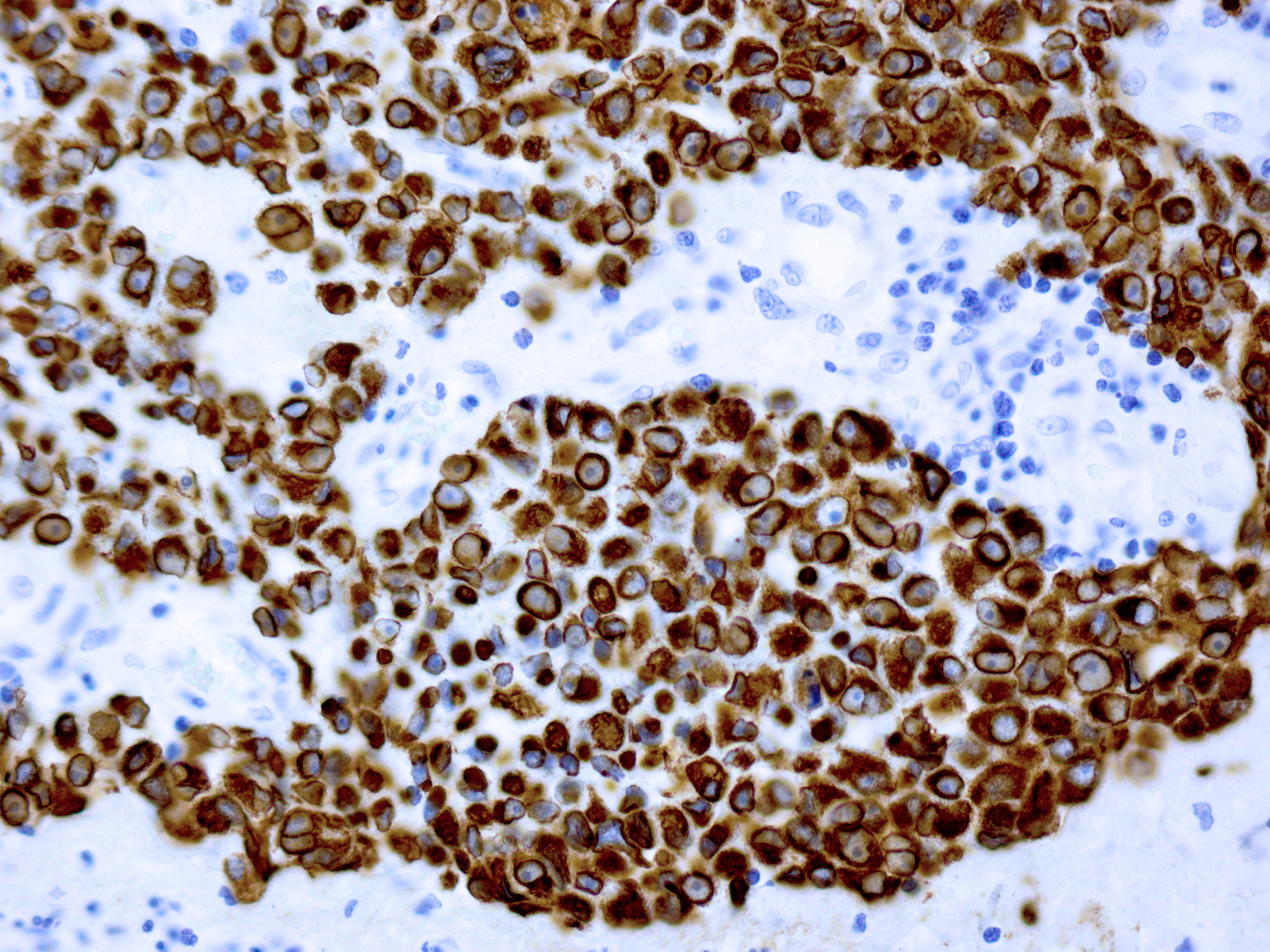
Charakteristische perinukleäre Expression von Zytokeratin. Immunhistochemie. 400x

Als Crooke-Zellen werden hyalinisierte basophile Zellen der Adenohypophyse bezeichnet, die von dem englischen Endokrinologen Arthur Carleton Crooke (1905–1990) erstmals beschrieben wurden. Charakteristisch ist auch die ringförmige Einlagerung von Zytokeratinen.
Crooke-Zellen stellen sekundäre regressive Veränderungen ACTH-produzierender Zellen der Adenohypophyse bei Hyperkortisolismus dar und werden typischerweise beim Cushing-Syndrom, aber auch nach medikamentöser Kortisongabe im nichtneoplastischen adenohypophysealen Gewebe beobachtet.
Hiervon abzugrenzen ist das sogenannte Crooke-Zelladenom, eine seltene Variante des ACTH-Zelladenoms, dessen Tumorzellen die Morphologie von Crooke-Zellen aufweisen.